# Le Corbier
 (août 2020).
Si vous disposez d'ouvrages ou d'articles de référence ou si vous connaissez des sites web de qualité traitant du thème abordé ici, merci de compléter l'article en donnant les références utiles à sa vérifiabilité et en les liant à la section « Notes et références ».
Le Corbier est une station de sports d'hiver alpine située en France sur la commune de Villarembert, dans le département de la Savoie en région Auvergne-Rhône-Alpes. Elle fait partie du domaine skiable des Sybelles.

## Histoire de la station

Ancien logo.

Le Corbier fut bâti sur le modèle des stations dites de 3e génération. Le projet d’équipement, qui avait failli aboutir en 1938 et arrêté par la Guerre, était au cœur d’une préoccupation essentielle : préserver la sécurité de l’enfant, du piéton et du skieur d’où l’idée d’implanter des bâtiments au pied des remontées mécaniques et séparer autant que possible les voitures, les skieurs et les piétons.
C’est une équipe de trentenaires qui se lance dans cette aventure : le maire Clément Duverney, le promoteur Christian Guérin, l’architecte urbaniste Jean Claude Bouillon, le skieur du pays Noël Dompnier et toute une équipe municipale de jeunes. Après 3 ans d’étude et 6 mois de travaux, la station est inaugurée le 30 décembre 1967 avec 17 km de pistes équipées et quelques centaines de lits.
Les années suivantes, la construction du Corbier se poursuit. C’est ainsi que sont érigés les fameux colosses de bois Cosmos, Soyouz ou Baïkonour… Autant de noms mis à la mode par la conquête de l’espace.

## Géographie
La station culmine à 1 550 mètres d'altitude au cœur du massif d'Arvan-Villards, sur le domaine des Sybelles faisant face aux Aiguilles d'Arves. Les liaisons avec les stations voisines de La Toussuire et Saint-Colomban-des-Villards d'un côté, Saint-Jean-d'Arves et Saint-Sorlin-d'Arves de l'autre, constituent un domaine skiable de plus de 300 kilomètres.
La station doit son nom au mont Corbier au pied duquel elle est implantée et qui culmine à 2 265 m d'altitude.
Le 8 février 2015, la station comptabilisait sa dix millionième journée de ski vendue depuis sa création.

## La station
En 2021, la station a adhéré au label « Famille Plus ».

## Cyclisme
La station se situe elle-même sur la route de la station de La Toussuire plus élevée et donc de son ascension parfois parcourue notamment sur le Tour de France et le critérium du Dauphiné. De même, l'arrivée de la dernière étape du Tour de l'Avenir 2019 a été jugée au Corbier. Elle fut remportée par Alexander Cepeda alors que Tobias Foss conservait son maillot jaune.

## Logements
Depuis sa création, la station a beaucoup évolué et compte 20 résidences et un lotissement (lotissement du saut). S'ajoutent également des clubs de vacances qui proposent des locations, mais aussi des propriétaires indépendants et des agences immobilières.

## Images

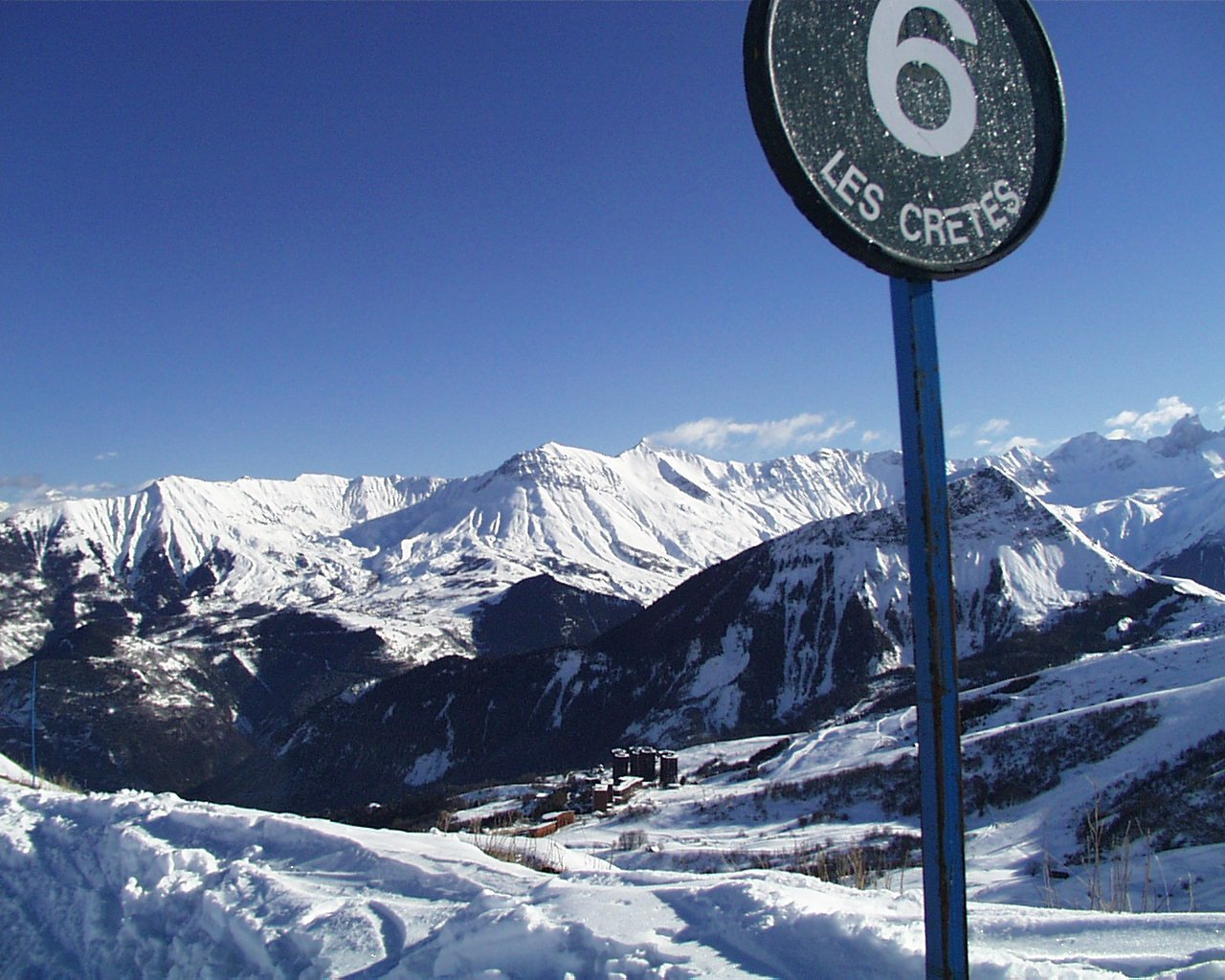
Le Corbier vu d'en haut
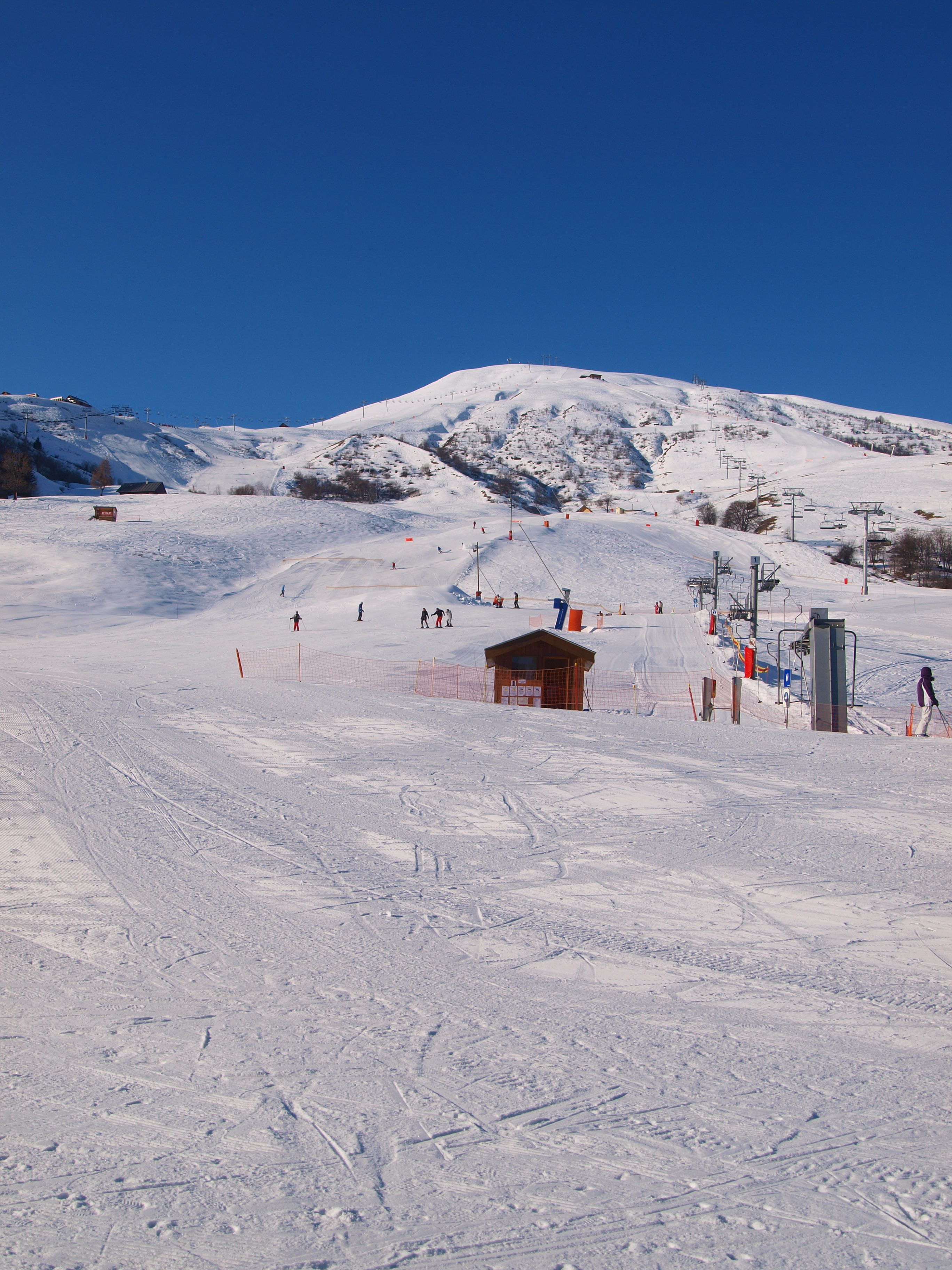
Le Corbier vu du front de neige
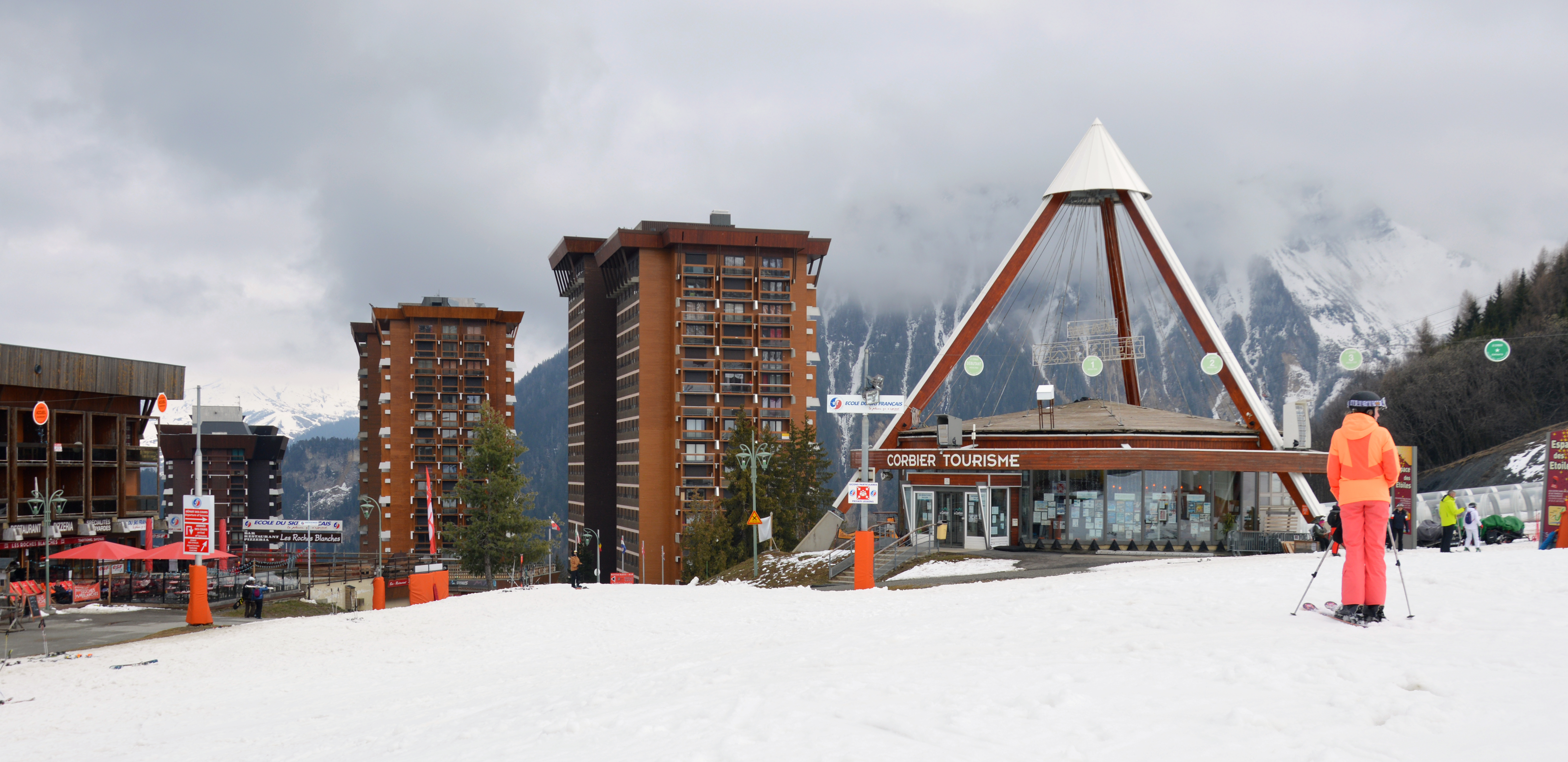
Office du Tourisme du Corbier
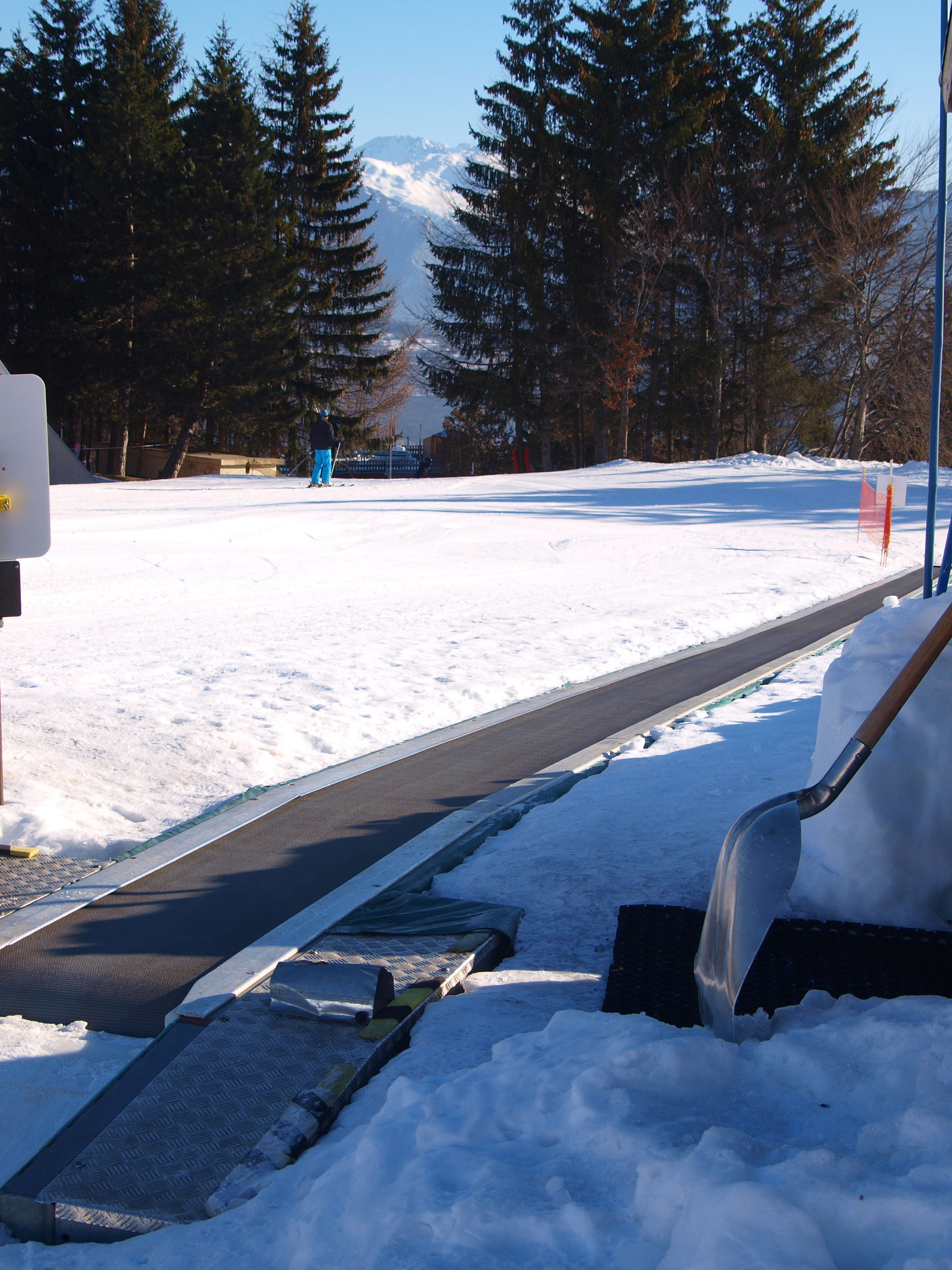
Tapis pour les débutants
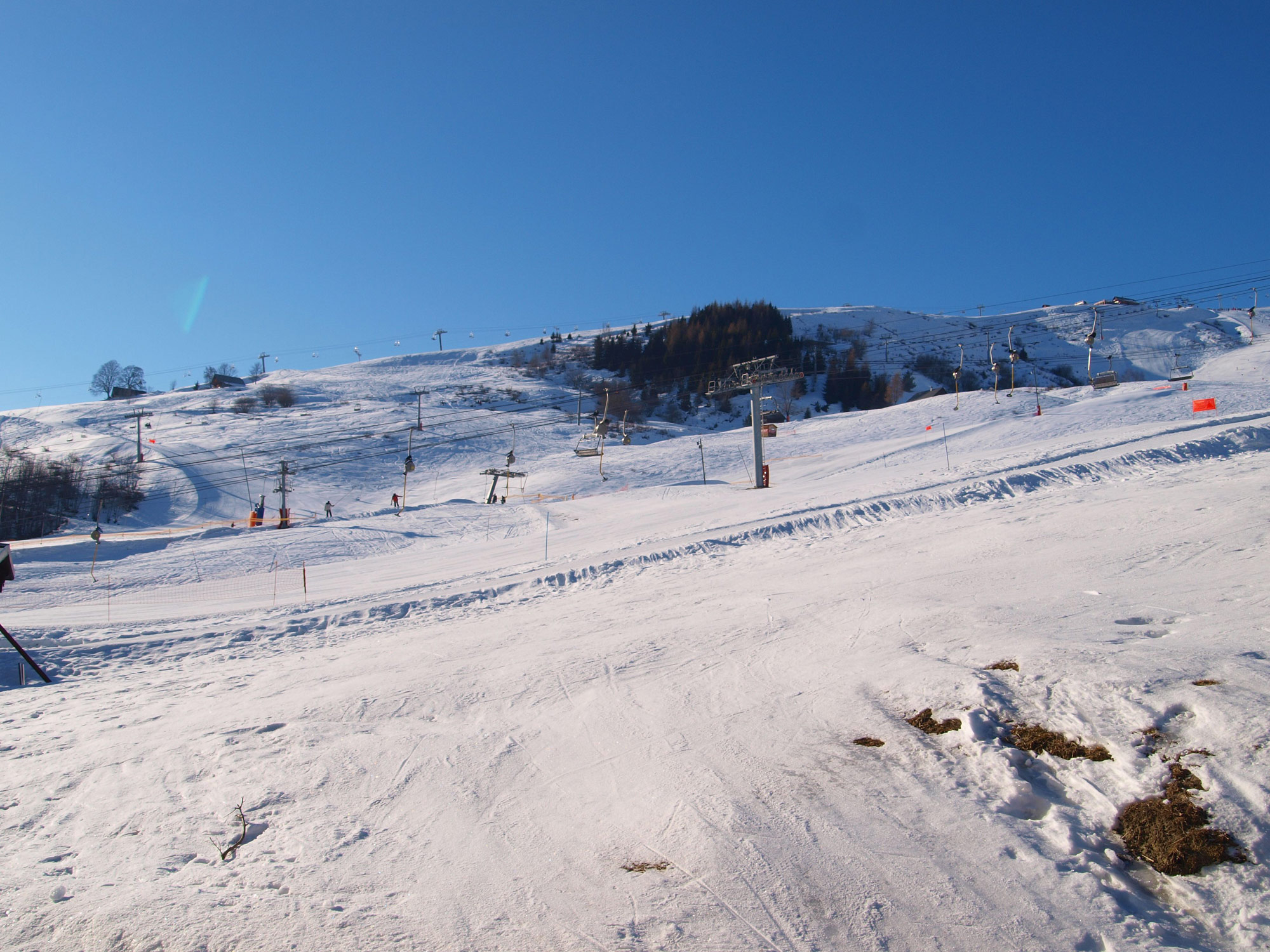
Téléski du Corbier
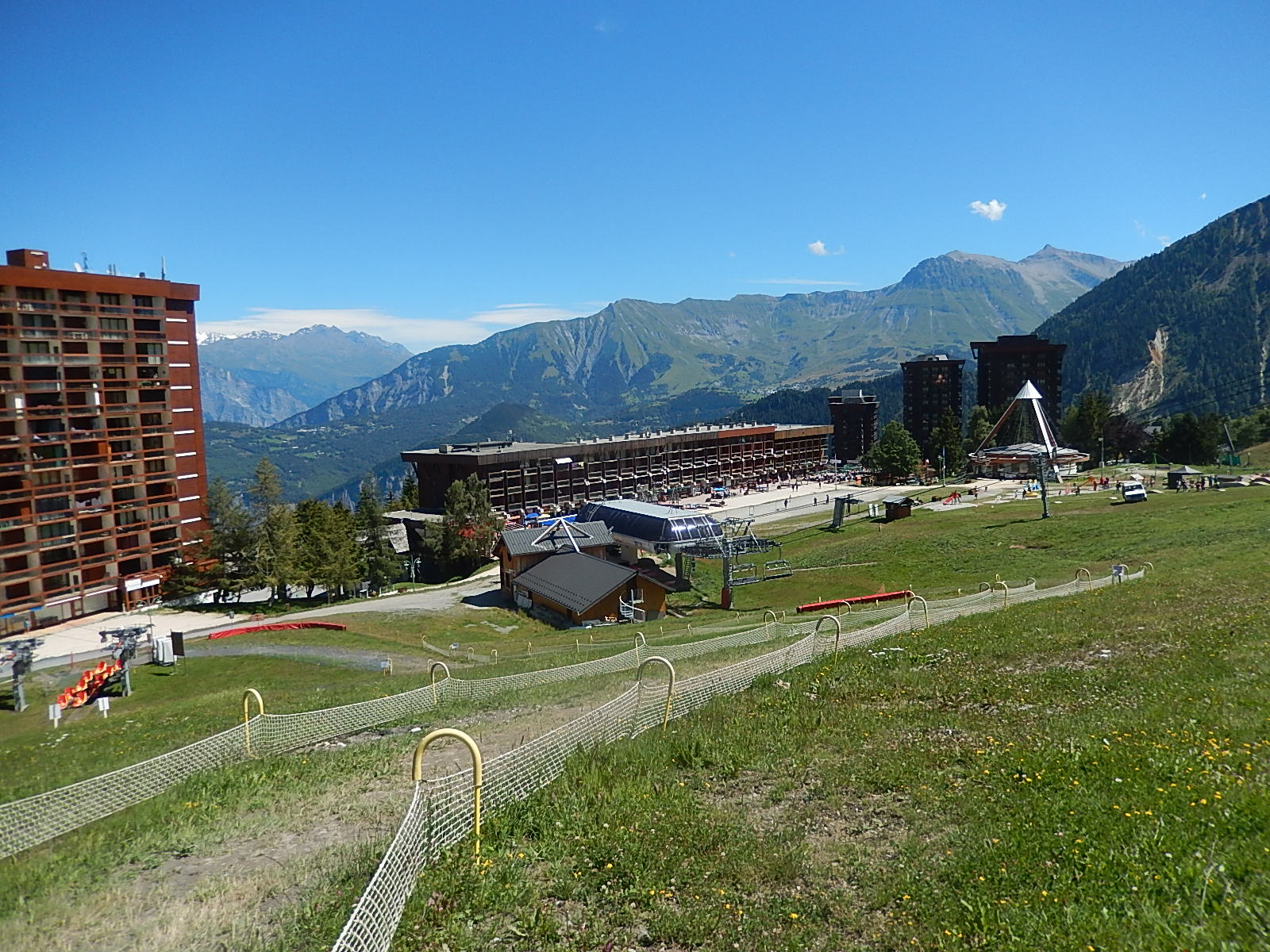
Photo prise du téléski Baikonour
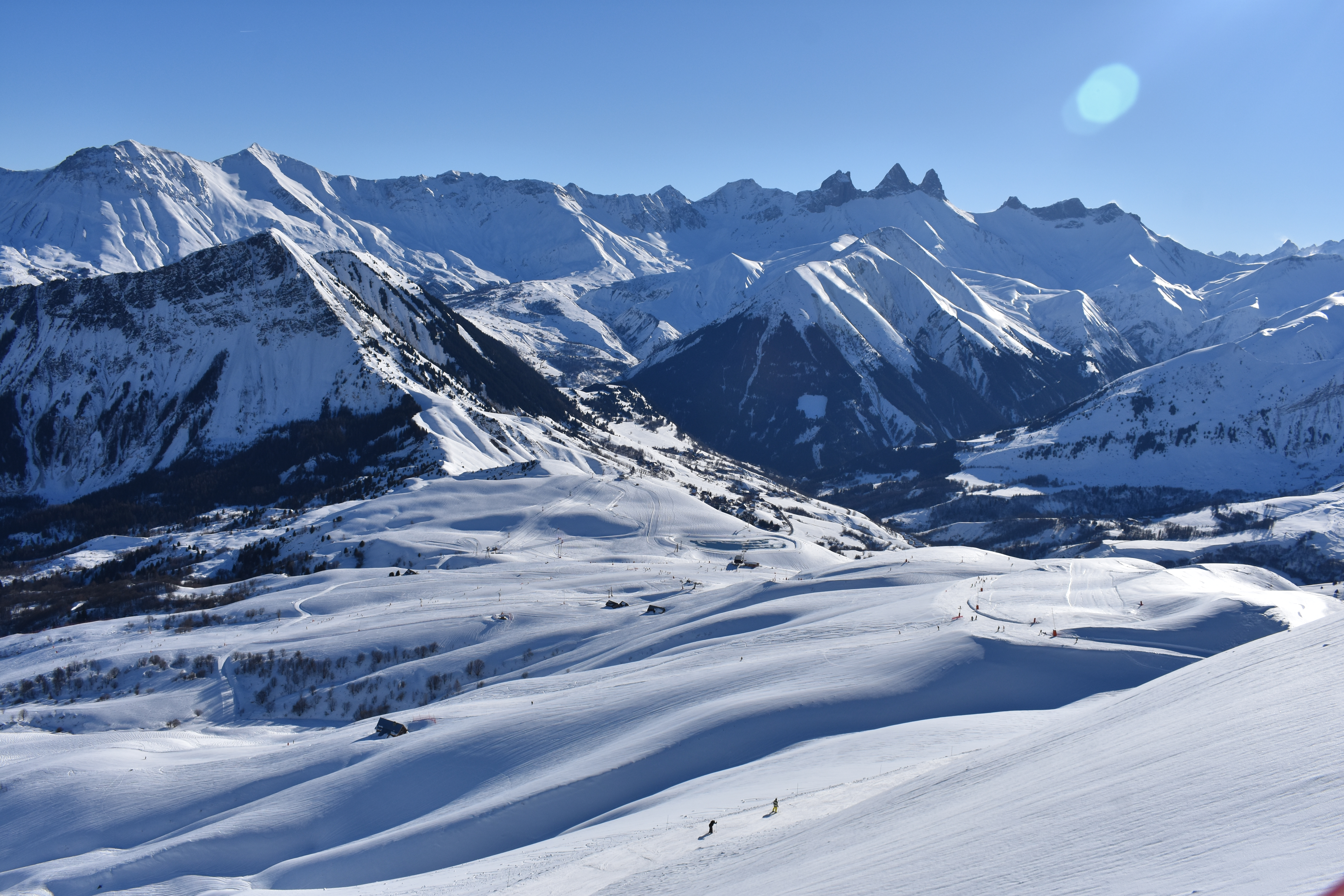